# Asterella
Asterella là một chi rêu trong họ Aytoniaceae.